# Ducato di Svevia
Il Ducato di Svevia (in tedesco Herzogtum Schwaben) sorse sul territorio che si estendeva dai Vosgi alle Alpi, delimitato dalla Borgogna Transgiurana e dalla foresta Nera. Il ducato, dopo le difficoltà iniziali, ebbe un notevole sviluppo e nel corso del XII secolo, con il Casato di Hohenstaufen, raggiunse la massima espansione (a oriente raggiunse i bacini del Lech e dell'Inn, a occidente l'Alsazia, oltrepassando la riva sinistra del Reno e a sud raggiunse le valli alpine svizzere), ma poche decine di anni dopo iniziò la decadenza finché, alla morte dell'ultimo duca, Corrado IV di Svevia, senza eredi, il ducato si disintegrò in varie contee, città e abbazie libere, alcune delle quali si mantennero tali sino alla Reichsdeputationshauptschluss del 1803.

## Antefatto storico
Il Ducato di Svevia sorse sul territorio che in precedenza era stato abitato dagli Alemanni e dagli Svevi, per poi diventare un ducato tributario dei Franchi del regno di Austrasia fino al 746, quando venne direttamente annesso al Regno franco da Pipino il Breve e suo fratello Carlomanno. Sotto l'Impero carolingio, l'Alemannia dall'843 fu parte del Regno dei Franchi Orientali, per poi divenire a sua volta uno dei regna autonomi governati dalla stirpe dei Carolingi. Attorno al X secolo cominciò ad essere denominato Svevia.

## Storia

### Ducato elettivo
Nel 909 Burcardo I venne nominato duca di Svevia, ma nel 911 si rifiutò di riconoscere l'elezione a re dei Franchi Orientali del duca di Franconia Corrado. Così, il duca di Svevia venne accusato di alto tradimento e fatto giustiziare e Corrado affidò il ducato al conte palatino Ercangero, suo fedele alleato. Tuttavia, Encargero e Corrado entrarono presto in conflitto e nel 915 il duca di Svevia si ribellò al re, alleandosi con Burcardo II, figlio di Burcardo I. Corrado represse la rivolta e fece giustiziare per alto tradimento Encargero nel 917. Una volta morto Corrado I, nel 919 il titolo di duca di Svevia fu assunto da Burcardo II, che fu riconosciuto tale dal nuovo re, il duca di Sassonia Enrico l'Uccellatore.
A Burcardo II succedette Ermanno I della casa dei Corradinidi e quindi il figlio dell'imperatore, Ottone I, Liudolfo, che scese in Italia a combattere il re d'Italia, Berengario II, poi però fu deposto dal padre. Anche Burcardo III scese in Italia, per conto di Ottone I, a combattere il nuovo re d'Italia, Adalberto.
Alla morte (973) di Burcardo III, il ducato fu assegnato dal nuovo imperatore, Ottone II, al figlio di Liudolfo, Ottone I, che poco dopo divenne anche duca di Baviera e fu sempre leale col suo imperatore. Ma alla morte del duca Ottone, l'imperatore Ottone II dovette dare il ducato di Svevia a un componente della famiglia dei Corradini, Corrado I, che si oppose allo spodestato duca di Baviera, Enrico il Litigioso, che dopo aver fatto rapire il neo-imperatore bambino, Ottone III, alla madre Teofano, avrebbe voluto succedergli sul trono. Gli succedette il figlio, Ermanno II, che contrastò il soglio imperiale al duca di Baviera, Enrico IV, poi imperatore del Sacro Romano Impero, Enrico II. A Ermanno II succedette il figlioletto, Ermanno III, che morì in giovane età.
L'imperatore Enrico II nominò duca (1012) il cognato di Ermanno III un membro della famiglia Babenberg, Ernesto I, che aveva sposato Gisella di Svevia. Alla morte di Ernesto in un incidente di caccia, gli succedette il figlio minorenne, Ernesto II, sotto tutela della madre Gisella, che sposò il nuovo imperatore, Corrado II il Salico; Ernesto II si ribellò tre volte all'imperatore: la prima (1025) fu perdonato, la seconda (1027) fu privato del ducato per circa un anno e poi reintegrato, la terza (1030), con scarso seguito di nobili svevi, dopo essere stato sconfitto si rifugiò nella foresta Nera, dove perì in uno scontro con le truppe imperiali. L'imperatore Corrado II elesse duca suo figliastro, il fratello di Ernesto II, Ermanno IV, che seguì il patrigno nella campagna d'Italia, dove morì di peste. Toccò allora al fratellastro, figlio dell'imperatore, Corrado II, già duca di Baviera, Enrico I, che, nel 1039, divenne a sua volta imperatore.
Nel 1045 l'imperatore affidò il ducato di Svevia al conte palatino di Lotaringia Ottone II, nipote da parte di madre dell'imperatore Ottone II, che però morì circa due anni dopo. Dopo quattro mesi di sede vacante l'imperatore Enrico III nominò duca di Svevia, Ottone III di Schweinfurt, un Babemberg parente di sua madre. Nel 1057, alla sua morte, fu fatto duca Rodolfo I di Rheinfelden, che aveva sposato Matilde, la sorella del nuovo imperatore, il fanciullo Enrico IV, sotto tutela della madre, Agnese di Poitou; Rodolfo entrò in competizione con l'imperatore, per prenderne il posto e fu deposto da duca di Svevia, nel 1077, allorché fu eletto re dei Romani (sino alla sua morte, nel 1080) in antitesi all'imperatore, Enrico IV. Per due anni il ducato rimase «vacante».

### Gli Hohenstaufen
Dopo che l'imperatore Enrico IV ebbe soggiogato il ducato di Svevia (1079), infeudò duca, Federico I di Hohenstaufen, mentre il suo rivale, Rodolfo I di Rheinfelden, nominava duca di Svevia il proprio figlio, Bertoldo I di Rheinfelden e dopo la sua morte (1090), gli succedette con l'appoggio del papa Urbano II, nel 1092, il cognato, Bertoldo II, sempre in contrapposizione a Federico I. Nel 1098, alla dieta di Worms, l'imperatore Enrico IV sanò la situazione del ducato, confermando duca Federico I di Hohenstaufen e nominando Bertoldo II, duca di Zähringen, concedendogli inoltre la città di Zurigo, che accettò. Nel 1105, alla morte di Federico I, gli succedette il figlio, Federico II, che durante la seconda spedizione italiana dell'imperatore, Enrico V, dal 1116 al 1118, ebbe la responsabilità del governo della Germania.
Quando l'imperatore, Enrico V cadde malato e stava morendo, senza eredi diretti, nel 1125, sul letto di morte designò come suo erede al soglio imperiale il duca di Svevia, Federico II; invece fu eletto Lotario di Supplimburgo. Federico II e il fratello, Corrado (che poi sarebbe diventato re d'Italia, nel 1127, e poi re dei Romani, nel 1137) si opposero e iniziarono a combattere Lotario.
A Federico II succedette, nel 1147, il figlio, Federico III, detto il Barbarossa, che, nel 1152, succedette allo zio Corrado, come re dei Romani e, nel 1155, fu incoronato imperatore del Sacro Romano Impero. Quando il Barbarossa divenne Re dei Romani, lasciò il ducato di Svevia al figlio di Corrado, il piccolo Federico IV, di circa sette anni, che divenne, in seguito, uno dei nobili al seguito del cugino nelle campagne d'Italia, dove morì, nel 1167, dopo l'occupazione di Roma, senza lasciare eredi. Il ducato allora fu assegnato al figlioletto primogenito dell'imperatore Federico Barbarossa e di Beatrice di Borgogna, Federico V, che morì bambino dopo pochi anni (1170). Gli succedette il fratello (terzogenito dell'imperatore Federico Barbarossa e di Beatrice di Borgogna), Federico VI, che morì in Terra santa, nel 1191, l'anno dopo che il fratello secondogenito, Enrico era divenuto imperatore del Sacro Romano Impero, alla morte del Padre, Federico Barbarossa. A Federico VI succedette il fratello (quintogenito dell'imperatore Federico Barbarossa e di Beatrice di Borgogna), Corrado II, che, nel 1196, morì a Durlach (oggi quartiere periferico di Karlsruhe), ucciso da una donna.
Alla morte di Corrado II, divenne duca l'ottavo figlio maschio di Federico Barbarossa e Beatrice di Borgogna, Filippo, che, l'anno dopo (1197), si trovò a contrastare Ottone di Brunswick, per il seggio imperiale; ambedue, nel 1198, furono incoronati Re dei Romani e si fecero la guerra per diversi anni sino a che, nel 1205, Filippo fu reincoronato a Colonia, e, l'anno dopo sconfisse definitivamente Ottone, ma, nel 1208, Filippo fu assassinato, a Bamberga.
Ottone rimasto unico re dei Romani assunse anche il titolo di duca di Svevia e, nel 1209, fu incoronato imperatore, ma subito dopo fu scomunicato (1210) e deposto (1211) da papa Innocenzo III, che gli contrappose il figlio di Enrico VI, Federico II, il quale, prima di essere incoronato re dei Romani il 9 dicembre 1212 dal papa stesso, ottenne il ducato di Svevia (Federico VII). Ottone tentò di recuperare il potere con l'aiuto dello zio Giovanni Senzaterra re d'Inghilterra, ma fu sconfitto da Filippo II Augusto re di Francia, alleato di Federico II, nella Battaglia di Bouvines (presso Lilla) il 27 luglio 1214 e, nel 1215, si ritirò nei propri feudi sassoni.
Federico VII cedette (1216) il ducato di Svevia al proprio figlio, Enrico II, ancora in tenera età, che, nel 1220, fu eletto re dei Romani (Enrico VII) e incoronato, nel 1222. Divenuto maggiorenne Enrico ritenne di poter governare la Germania e quindi la Svevia, in modo indipendente, mentre il padre, l'imperatore Federico II, riteneva che il figlio dovesse rispondere a lui; questo portò a discordie tra padre e figlio, tanto che Enrico fu richiamato a Wimpfen dove dopo un processo sommario, nel luglio del 1235 venne deposto e condannato a morte. Solo in un secondo tempo Federico fece commutare la condanna in carcere a vita. Dopo Enrico divenne duca di Svevia il fratello Corrado III, che, nel 1237, divenne re dei Romani (come Corrado IV) e alla morte del padre (1250), anche re di Sicilia, ma non fu mai incoronato imperatore, anzi dovette contrastare le pretese, prima di Enrico Raspe, e poi, dopo la morte di quest'ultimo, di Guglielmo II d'Olanda, che praticamente lo cacciò dalla Germania, costringendolo a rifugiarsi in Italia dove Corrado morì, nel 1254.
A Corrado succedette, come duca di Svevia, il figlio, Corradino, che appena maggiorenne, tentò di riappropriarsi del Regno di Sicilia, trovandovi la morte (1268). Alla morte dell'ultimo duca, Corradino, senza eredi, il ducato si disintegrò in varie contee, che andarono ad impinguare i possedimenti della Casa d'Asburgo.

### Casa d'Asburgo
La casa d'Asburgo, dopo qualche anno ripristinò (1289) il titolo di duca di Svevia per il secondogenito dell'imperatore, Rodolfo I d'Asburgo, Rodolfo II che però l'anno dopo morì ed il titolo passò al suo figlioletto, Giovanni. Rodolfo ricevendo il ducato di Svevia si era impegnato ad essere vassallo del fratello, Alberto I d'Asburgo, duca d'Austria e Stiria (a cui Rodolfo II aveva rinunciato in favore del fratello) e futuro Re dei Romani. Dopo che Alberto era divenuto Re dei Romani, Giovanni cominciò a pensare che Alberto I non avesse adeguatamente ricompensato suo padre Rodolfo II per la rinuncia fatta da questi nel 1283 creando tensioni nella casa d'Asburgo, che portarono all'assassinio di Alberto I da parte del nipote stesso, Giovanni, ed altri tre complici, nel 1308. Giovanni riuscì a fuggire e visse sotto falso nome in un monastero di Pisa, dove, nel 1312, fu scoperto e rinchiuso in carcere, dove poco dopo morì.